# La Terreur des mers
Pour plus de détails, voir Fiche technique et Distribution.
La Terreur des mers (Il terrore dei mari) est un film d'aventures franco-italien réalisé par Domenico Paolella et sorti en 1961.

## Synopsis
Au XVIIe siècle, un village était le refuge de plusieurs boucaniers français. Un jour, des Espagnols commandés par Guzmán attaquent le village et tuent tout le monde. Deux jeunes frères, partis jouer loin de leurs parents, découvrent à leur retour le carnage et jurent de se venger. Devenus adultes, ils se font connaître des colons espagnols de Maracaïbo. Cependant, la jalousie à l'égard d'une femme les monta l'un contre l'autre, et l'un des frères finit par mourir. Le frère survivant sera heureux avec la femme qu'il aime.

## Fiche technique
- Titre français : La Terreur des mers ou Les Forbans de la Sorcière noire[1]
- Titre original italien : Il terrore dei mari[2],[3],[4]
- Réalisation : Domenico Paolella
- Scénario : Ugo Guerra (it), Luciano Martino
- Photographie : Carlo Bellero (it)
- Montage : Jolanda Benvenuti (it), Lina D'Amico
- Musique : Michele Cozzoli
- Décors : Giancarlo Bartolini Salimbeni (it)
- Production : Fortunato Misiano
- Société de production : Romana Film, Société nouvelle de cinématographie
- Pays de production :  Italie -  France
- Langue originale : italien
- Format : couleurs par Eastmancolor - 2,35:1 - Son mono - 35 mm
- Genre : Film d'aventures
- Durée : 98 minutes
- Dates de sortie : 
  - Italie : 24 février 1961
  - France : 8 août 1962

## Distribution
- Don Megowan : Jean
- Silvana Pampanini : Dolores
- Emma Danieli : Elisa
- Livio Lorenzon : Guzman
- Philippe Hersent : le beau-père de Jean
- Germano Longo : Michel
- Loris Gizzi : Gouverneur
- Anna Lina Alberti : servante
- Serena Spaziani :